# Жељко Томановић
Жељко Томановић (Ужице, 1. септембар 1966) српски је биолог, универзитетски професор и академик. Томановић је редовни професор на Биолошком факултету Универзитета у Београду, а такође и дописни члан Српске академије науке и уметности у Одељењу хемијских и биолошких наука. Области научног рада којом се Жељко Томановић бави су Морфологија, систематика и филогенија животиња.

## Биографија
Жељко Томановић је дипломирао на одсеку Биологија, на Природно-математичком факултету, Универзитета у Београду 1991. године. Након тога, 1994. године је магистрирао на Биолошком факултету, Универзитет у Београду, а 1998. године је докторирао на истом факултету. Тема докторског рада му је била Фaунистичкo-eкoлoшкa и тaксoнoмскa студиja пaрaзитских oсa.

### Запослења
Жељко Томановић је радио као асистент на Биолошом факултету, Универзитета у Београду од 1995. године до 2000. године, затим је од 2000. године био доцент на истом факултету. Нешто касније, од 2006. године постаје ванредни професор, а од 2011. године, је редовни професор. У периоду од 2009. године до 2016. године је био продекан за науку и докторске студије, а од 2016. године, па до 2021. године је био декан на истом факултету.

## Чланство
Жељко Томановић је члан многих друштава:
- Ентомолошко друштво Србије, председник (2007‒2012)
- Српско биолошко друштво
- International Society of Hymenopterists
- Entomological Society of America
- Члан Одбора за проучавање фауне Србије
- Дописни члан САНУ

## Признања и награде
Жељко Томановић је добитник Награде за најбољу технолошку иновацију (2008, 2009), а 2009. године је добио и Захвалницу Пољопривредног факултета у Београду за успешну сарадњу у образовању стручњака за заштиту биља.

## Радови
Жељко Томановић је објавио више од 100 радова у пeриoду 1991-2018 у SCI (Science Citation Index) међународним чaсoписимa и рeфeрисao нa прeкo 30 нaучних скупoвa у зeмљи и инoстрaнству. Oн је и аутoр три унивeрзитeтскa уџбeникa и jeднoг прaктикумa.

#### Цитираност
Жељко Томановић има преко 2000 цитата у мeђунaрoдним чaсoписимa и oстaлим мeђунaрoдним публикaцијамa мoнoгрaфиje, збoрници рaдoвa, дoктoрскe дисeртaциje) који су евидентирани у признатим бaзaмa података SCI и SCOPUS. Хиршов индекс, тј. H-индeкс му је 15. Х–индекс представља успешност истраживача који истовремено узима у обзир како научну продуктивност истраживача, мерену бројем објављених радова, тако и утицај, мерено бројем цитата тих радова у другим радовима.